# Kotredež
Kotredež este o localitate din comuna Zagorje ob Savi, Slovenia, cu o populație de 182 de locuitori.